# Biblioteca Marciana

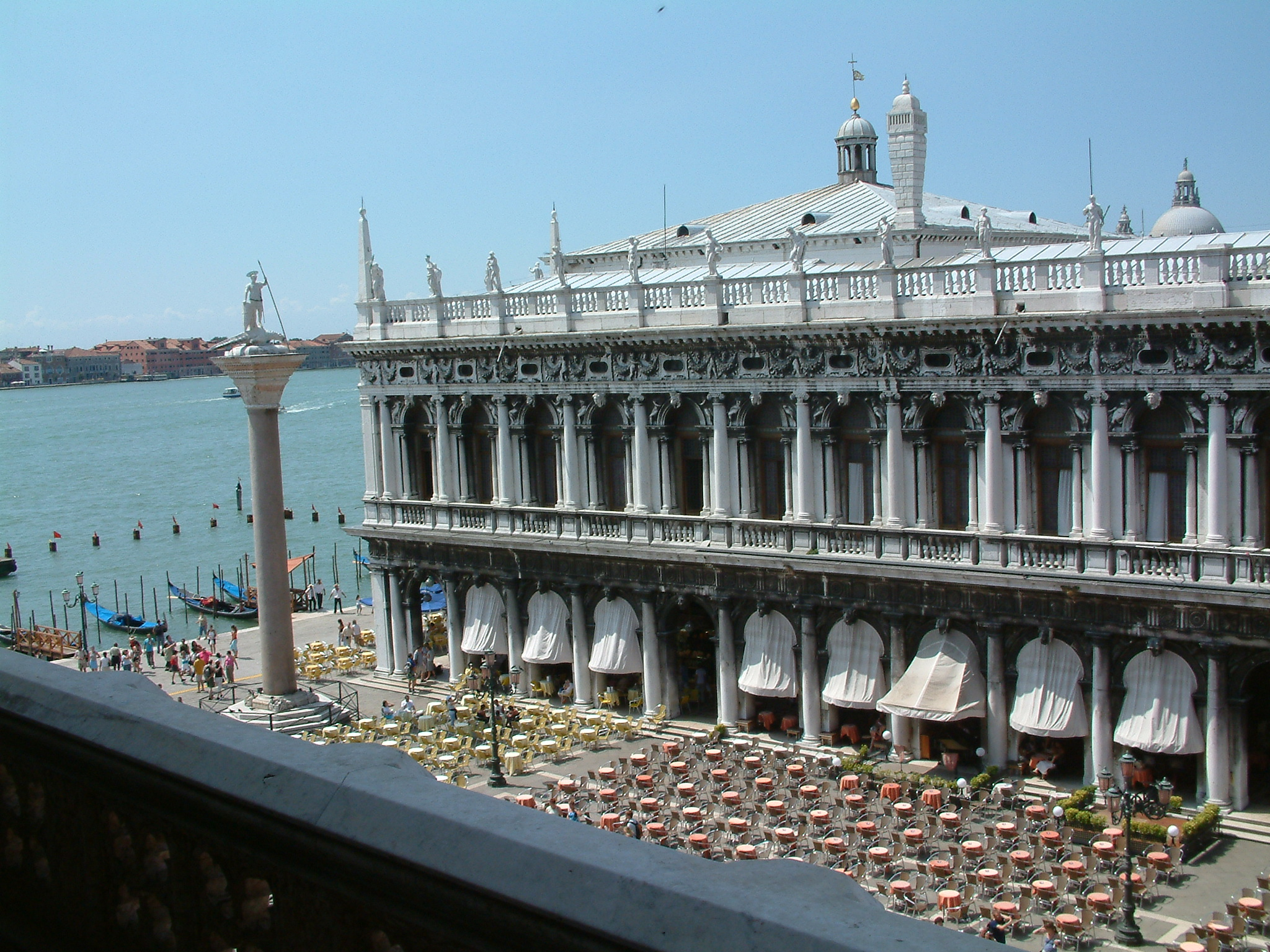
O Palazzo della Libreria na Praça de São Marcos em Veneza

A Biblioteca Nazionale Marciana (ou seja, a biblioteca de São Marcos, padroeiro de Veneza) é a mais importante biblioteca de Veneza e uma das maiores de Itália. Contém uma das mais ricas colecções de manuscritos do mundo.
É conhecida em italiano sob os nomes alternativos de Biblioteca di San Marco, Libreria Marciana, Libreria Sansoviniana, Libreria Vecchia, Libreria di San Marco ou simplesmente La Marciana.
Ocupa parte dos edifícios da praça de São Marcos na piazzetta dei Leoncini, na margem do Grande Canal de Veneza.

## História
Em 1362 Petrarca propôs que fosse criada uma biblioteca pública em Veneza. O projecto não se realizou, mas o poeta legou a sua biblioteca pessoal à cidade (hoje está conservada na "Marciana").
O primeiro passo para a biblioteca pública data da doação do cardeal Bessarion, que entregou os seus livros à República de Veneza ad communem hominum utilitatem (em 31 de Maio de 1468): 746 manuscritos dos quais 482 em grego e 246 em latim, aos quais se juntaram 250 outros manuscritos após a morte do doador.
A biblioteca viu as suas colecções enriquecerem graças a inúmeras doações e legados, bem como por incorporação de outras bibliotecas da cidade e da República. Uma importante parte das obras provém de Constantinopla, depois da cidade ter sido tomada pelos otomanos: isto fez de Veneza o principal centro de estudo dos clássicos gregos, o que atraiu numerosos humanistas. Um certo número reunia-se em volta de Alde Manuce na Academia Aldina.
Em 1603, uma lei entrou em vigor, impondo a todos os impressores de Veneza o depósito de uma cópia de cada obra à Marciana. Esta última torna-se assim a biblioteca central da República.
Depois da queda da República, as colecções dos estabelecimentos religiosos, suprimidas por Napoleão foram para a Marciana.

## Alibreria

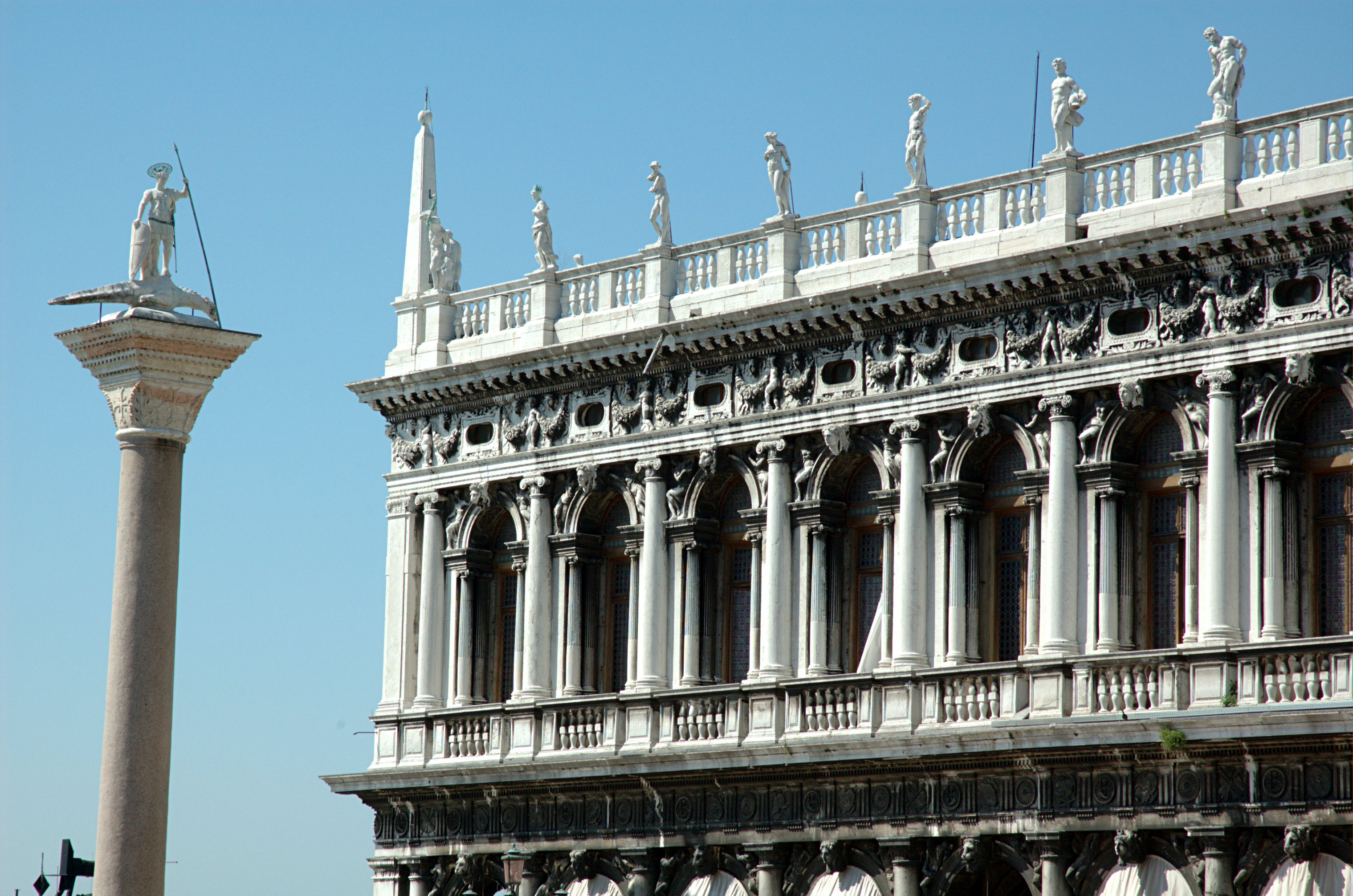
A biblioteca e a estátua de São Teodoro

Bessarion colocara uma condição aquando do legado dos seus livros: que eles fossem conservados num lugar apropriado. Veneza não respondeu de imediato a esta exigência do cardeal. A biblioteca foi primeiro instalada num edifício da Riva degli schiavoni, e depois na Basílica de São Marcos, e por fim ao Palácio dos Doges.
Foi apenas em 1537 que se determinou a construção de um palazzo della libreria (palácio da biblioteca), na praça de São Marcos. O projecto foi confiado a Jacopo Sansovino. Os trabalhos continuaram até 1546 e a biblioteca foi transferida em 1553. O edifício não terminou, no entanto, senão em 1588: os últimos trabalhos foram conduzidos por Vincenzo Scamozzi, depois da morte de Sansovino em 1582.
Contribuíram entre outros na decoração Tiziano, Veronese, Alessandro Vittoria, Battista Franco, Giuseppe Porta, Bartolomeo Ammannati e Tintoretto.
Em 1811 a biblioteca foi transferida para o Palácio dos Doges e não voltou à sede histórica senão em 1924. Os edifícios ficaram demasiado pequenos, e a biblioteca ocupa hoje a fabbrica della Zecca, além do palazzo della libreria.

## A biblioteca hoje

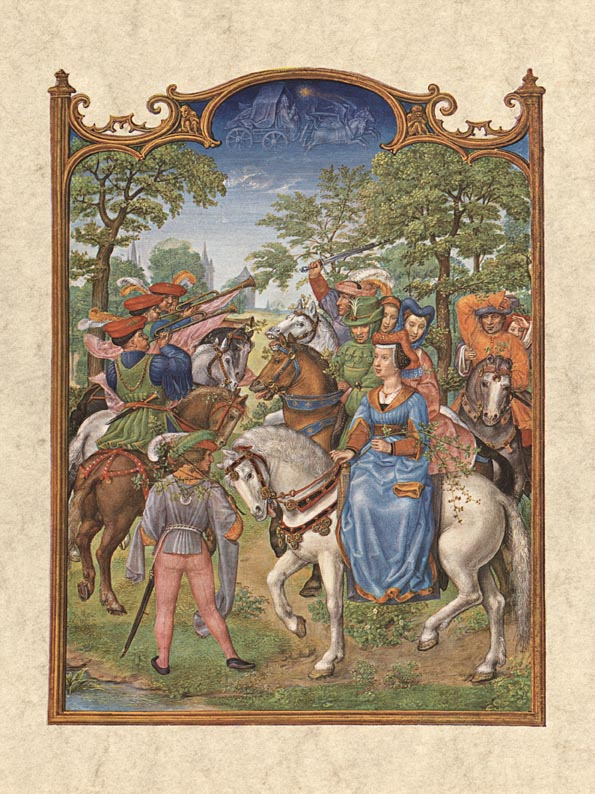
Breviarium Grimani (fol. 6v), livro de horas flamengo conservado na Marciana

A biblioteca tem hoje o estatuto de biblioteca pública do Estado. As suas colecções incluem:
- 1 000 000 de obras impressas antigas e modernas
- 2 283 incunábulos
- 13 000 manuscritos
- 24 055 livros do século XVI

As obras mais conhecidas são dois códices da Ilíada, o Homerus Venetus A (século X) e o Homerus Venetus B (século XI).
Encontra-se igualmente na Marciana a Chronologia magna de Fra Paolino, manuscrito de Plínio, cópia de 1481 que pertenceu a  Giovanni Pico della Mirandola, um exemplar do primeiro livro impresso em Veneza, numerosas edições aldinas, uma rica coleção de cartas e de atlas (incluindo uma cópia do mapa-múndi de Fra Mauro), etc.